# Duch český
Duch český je český komediální seriál, který odvysílala Česká televize v roce 2001. Režisérem byl Antonín Procházka, pro kterého se jednalo o jednu z prvních zkušeností s televizní režií (do té doby byl známější především jako herec, dramatik a divadelní režisér). Scénáře k jednotlivým dílům napsalo pět scenáristů - největším počtem (čtyřmi) přispěl sám Procházka, tři má na svědomí Michaela Černá a po dvou Jiří Bednář, Josef Klíma a Jan Lekeš.
Seriál je zasazený do prostředí redakce společenského týdeníku Duch český. Vydavatelkou týdeníku je ruská podnikatelka Ljuba Gavrilovna Postojevskaja (Valérie Zawadská), šéfredaktorem Čechoameričan Jack Vitek (Kurt van der Basch). Toto rozložení sil se promítá do řady situací se zamýšleným komickým efektem.
Faktickým vedoucím redakce je zástupce šéfredaktora Karel Hromada (Václav Postránecký). Redakci dále tvoří Béďa Cop (Václav Vydra), Jan Mann (Oldřich Vlach), Vlasta Novotná-Nováková (Eva Holubová), Patrik Plachý (Jiří Strach) a Ivo Zachar (Rudolf Hrušínský ml.). Základní herecký ansámbl doplňují Marika Procházková coby fotografka Vilma Rychlá, Kateřina Březinová ve dvojroli sourozenců s identickým jménem Kája Macků, kteří se střídavě starají o grafickou úpravu časopisu, Jitka Ježková představující sekretářku redakce Míšu Obdržálkovou a Simona Postlerová v roli barmanky Jaruš.
Text skladby, která zní pod úvodními i závěrečnými titulky každé epizody, napsal režisér Antonín Procházka. Skladbu nazpíval vokální soubor Sestry Havelkovy.

## Herecké obsazení

### Hlavní postavy
- Václav Postránecký jako zástupce šéfredaktora Karel Hromada
- Oldřich Vlach jako kulturní redaktor Jan Mann
- Rudolf Hrušínský ml. jako starší reportér Ivo Zachar
- Jiří Strach jako mladší reportér Patrik Plachý
- Eva Holubová jako redaktorka ženské rubriky Vlasta Novotná-Nováková
- Václav Vydra jako sportovní redaktor Béďa Cop
- Marika Procházková jako fotografka Vilma Rychlá
- Kateřina Březinová jako grafik/grafička Kája Macků
- Jitka Ježková jako sekretářka redakce Míša Obdržálková
- Valérie Zawadská jako vydavatelka Ljuba Gavrilovna Postojevskaja
- Kurt van der Basch jako šéfredaktor Jack Vitek a jeho strýc Jimmy
- Simona Postlerová jako barmanka Jaruš

### Vedlejší postavy
- Karel Heřmánek jako Jason Novák, bývalý manžel Vlasty Novotné-Novákové
- Štěpánka Křesťanová jako Simona Hromadová, dcera Karla Hromady
- Vilém Dubnička jako Martin, přítel Míši Obdržálkové
- Ludmila Molínová jako uklízečka Slámová

## Seznam dílů
|    | Název              | Scénář                                    | Premiéra         |
| -- | ------------------ | ----------------------------------------- | ---------------- |
| 1  | Seznamovací porada | Josef Klíma (pod pseudonymem Kamil Malík) | 8. dubna 2001    |
| 2  | První číslo        | Jan Lekeš                                 | 15. dubna 2001   |
| 3  | Prezentace         | Josef Klíma (pod pseudonymem Kamil Malík) | 22. dubna 2001   |
| 4  | Narozeniny         | Michaela Černá                            | 29. dubna 2001   |
| 5  | Americké metody    | Jan Lekeš                                 | 6. května 2001   |
| 6  | Zvětšenina II.     | Antonín Procházka                         | 13. května 2001  |
| 7  | Barák for sale     | Michaela Černá                            | 20. května 2001  |
| 8  | Svatba             | Antonín Procházka                         | 27. května 2001  |
| 9  | Hokej jako droga   | Michaela Černá                            | 3. června 2001   |
| 10 | Sexuální harašení  | Antonín Procházka                         | 10. června 2001  |
| 11 | Ona, on či klon?   | Jiří Bednář                               | 17. června 2001  |
| 12 | Hrobař             | Jiří Bednář                               | 24. června 2001  |
| 13 | Nová sekretářka    | Antonín Procházka                         | 1. července 2001 |

## Přijetí
Od uvedení prvního dílu sklízel seriál vesměs negativní reakce. Recenzenti mu vyčítali například nedostatek humoru, neaktuální tematiku či nelichotivé zobrazení novinářů. Z počátku ještě v reakcích zaznívala slova naděje, že se kvalita seriálu s přibývajícími díly zlepší, postupem však přibývaly hlasy, které seriál jako celek označovaly za bezduchý, slaboduchý, či neskutečně stupidní.
Rozčarování ze seriálu vyjádřil i prozatímní ředitel České televize Jiří Balvín. V rozhovoru pro deník Právo z června 2001 přiznal, že Duch český měl nízkou sledovanost a čtenářům přislíbil, že „Česká televize už se takových a podobných prohřešků nebude dopouštět.“
Tvůrci seriálu původně naznačovali, že by se seriál mohl dočkat druhé řady, patrně kvůli negativní ohlasům na řadu první k tomu nikdy nedošlo.
Na filmové databázi ČSFD měl Duch český k 22. prosinci 2024 hodnocení 11 %, což ho řadilo na 87. místo žebříčku nejhorších seriálů.